# Diecezja Kalookan
Diecezja Kalookan – diecezja rzymskokatolicka na Filipinach. Powstała 28 czerwca 2003 z terenu archidiecezji Manili.

## Lista biskupów
- Deogracias Iñiguez (2003-2013)
- kard. Pablo Virgilio David (od 2015)